# Fornecedor

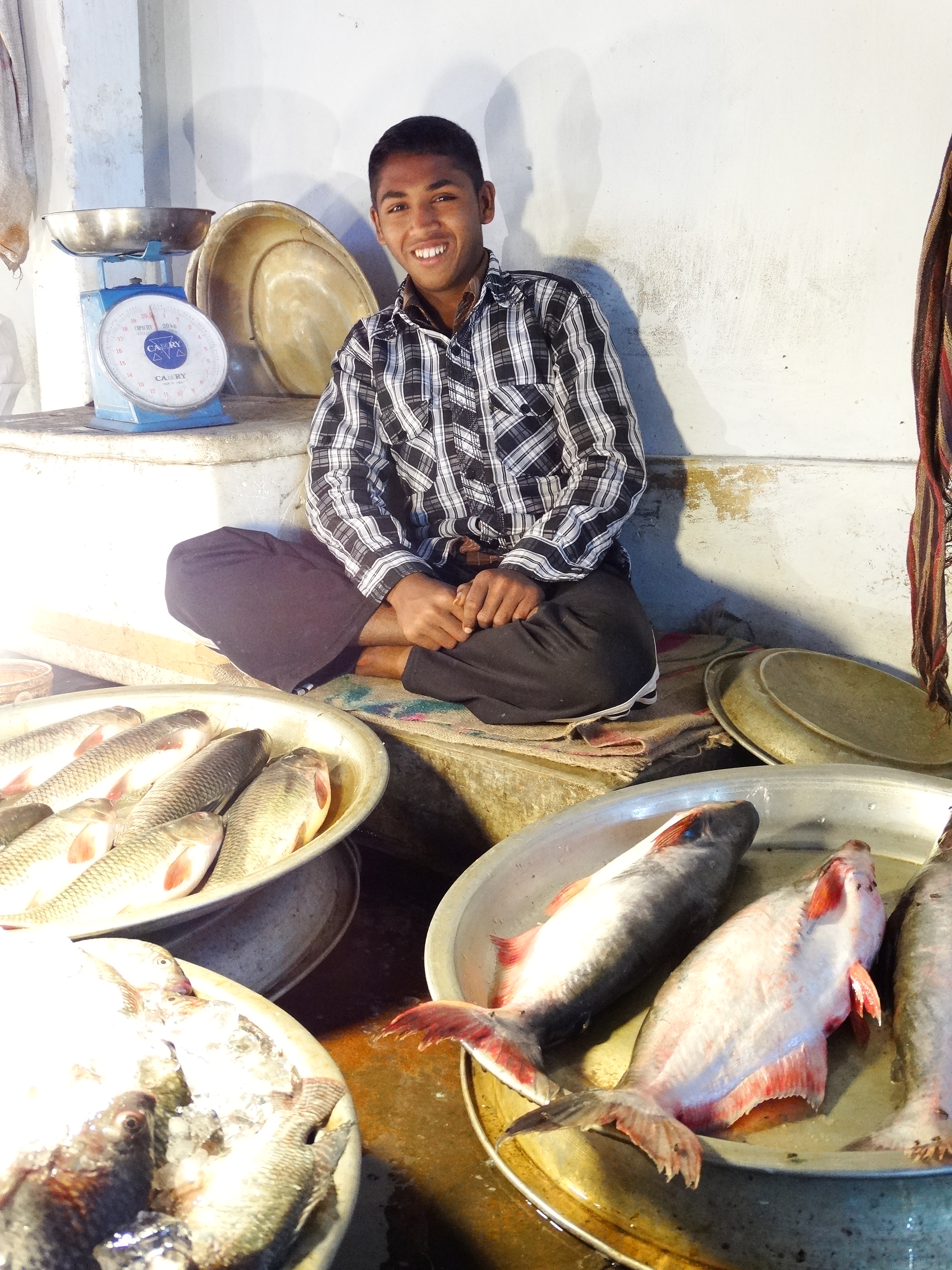
Vendedor de peixes

Fornecedor (derivado do francês fournisseur, verbo fournir, em português: fornecer, abastecer, prover) é aquele que fornece mercadorias ou serviços ao consumidor.
Segundo o Código de Defesa do Consumidor – Lei nº 8.078, art. 3º – o fornecedor é toda pessoa:
- Física ou jurídica;
- De caráter público ou privado;
- Nacional ou estrangeiro;
- Entes despersonalizados que desenvolvem atividades de produção, montagem, criação, construção, transformação, importação, exportação, distribuição ou comercialização de produtos ou prestação de serviços.

Ainda segundo o CDC – Código de Defesa do Consumidor – a definição sobre este termo é ampla, o qual atinge a todos os envolvidos na cadeia de produção e comercialização.
Na contabilidade, um fornecedor é um credor enquanto um cliente é um devedor.

## No Brasil
No Direito Brasileiro, e consequentemente, no Código de Defesa do Consumidor é considerado fornecedor toda pessoa física ou jurídica, pública ou privada, nacional ou estrangeira, bem como os entes despersonalizados, que desenvolvam atividades de produção, montagem, transformação, beneficiamento, acondicionamento , renovação ou recondicionamento, criação, construção, importação, exportação, distribuição ou prestação de serviços (bancos, segurados, corretoras, etc.). Isto é todo aquele que de alguma forma interfere no produto ou serviço, assumindo sua participação e responsabilidade pelo que fez.

## Tipos
Três figuras básicas se enquadram no conceito de fornecedor:
- Fornecedor ou produtor real: Pessoa física ou jurídica que sob sua responsabilidade participa do processo de fabricação ou produção do produto acabado, de um componente ou de uma matéria prima;
- Fornecedor ou produtor aparente: Aquele que embora não tendo participado do processo de fabricação, apresenta-se como tal pela colocação do seu nome, marca ou outro sinal de identificação;
- Fornecedor ou produtor presumido: Aquele que importa o produto ou vende produtos sem identificação clara de seu fabricante, produtor, importador ou construtor, assumindo a responsabilidade.

## Escolha
A escolha de um fornecedor pode depender de aspectos individuais a considerar, tais como: 
- Pontualidade nas entregas;
- Qualidade do produto;
- Preços competitivos;
- Antecedentes estáveis;
- Bons serviços prestados;
- Cumprimento de promessas e prazos;
- Ficheiro:CVGADP.pdfApoio técnico;
- Informação no acompanhamento dos produtos.